# Stier (schip, 1954)
De Stier is een havensleepboot. Hij werd gebouwd op de Jadewerft te Wilhelmshaven in opdracht van de Norddeutscher Lloyd, kwam in 1954 in de vaart en deed dienst tot 1978.

## Beschrijving
De Stier werd gebruikt als havensleepboot. Hij is uitgerust met twee dieselmotoren die twee Voith-Schneider-propellers aandrijven. Door deze twee Voith-Schneider-propellers is de boot zeer wendbaar. De propellers zijn aan de voorzijde aan de onderkant van de sleepboot bevestigd. Elke propeller heeft vier verticale bladen die zorgen voor de voortstuwing en de vaarrichting waardoor een roer niet nodig is.
De bemanning bestond uit vier personen, de kapitein, machinist, kok en  matroos. Er was ruimte aan boord om twee extra bemanningsleden mee te nemen.

## Museum
In 1978 schonk de rederij de sleepboot aan het Deutsches Schiffahrtsmuseum in Bremerhaven waar het op de kade wordt tentoongesteld.

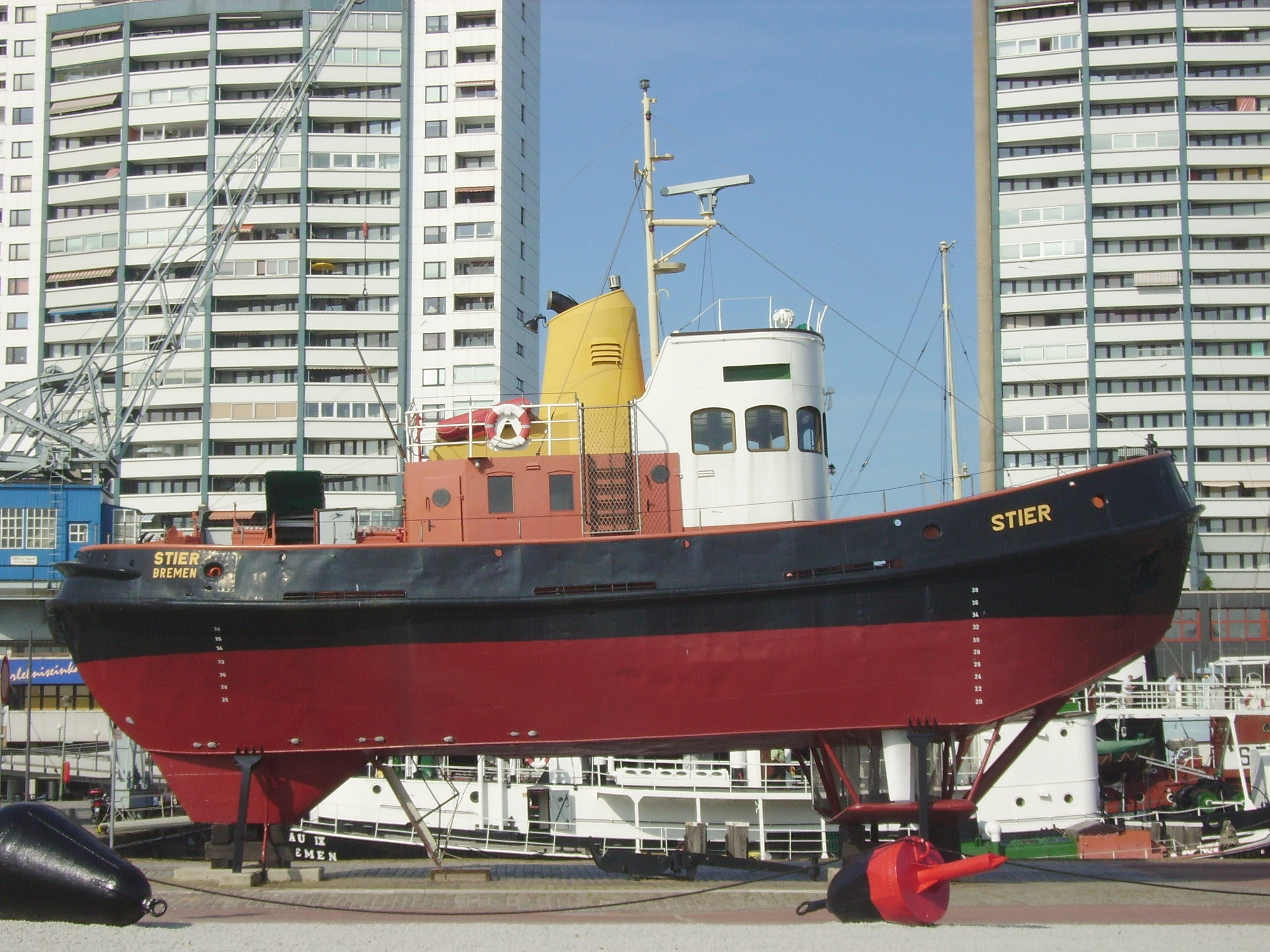
Zijaanzicht Stier